# Toplița (gmina w okręgu Hunedoara)
Toplița – gmina w Rumunii, w okręgu Hunedoara. Obejmuje miejscowości Curpenii Silvașului, Dăbâca, Dealu Mic, Goleș, Hășdău, Mosoru, Toplița i Vălari. W 2011 roku liczyła 715 mieszkańców.